# Phylloscartes flaviventris
Phylloscartes flaviventris là một loài chim trong họ Tyrannidae.